# Čížová
Čížová ist eine Gemeinde in Tschechien. Sie gehört zum Okres Písek.

## Geographie
Die Gemeinde liegt 6 Kilometer von Pisek entfernt. Die höchste Erhebung in Písek befindet sich 571 Meter über dem Meeresspiegel. Es fließen hier die Flüsse Otava und Jiher.
Zudem kreuzen sich hier zahlreiche Landstraßen und die Dálnice 4 kratzt an der Südgrenze von Čížová. Es gibt zudem im Ortskern einen Bahnhof mit Seitenbahnsteig, der dreigleisig ist. Ein altes Bahnhofsgebäude ist dort anzutreffen.

## Geschichte
Die erste urkundliche Erwähnung von Čížová stammt aus dem Jahr 1316. a Bis 1509 war das Gebiet im Besitz der böhmischen Könige. In den Jahren 1509–1547 war Čížová hingegen im Besitz der Stadt Písek. Zu den bedeutenden Besitzern von Čížová gehörte die Familie Deym von Střítež, die es von 1560 bis 1726 besaß. Danach war Čížová im Besitz der Familie Czernin (1726–1753) und der Familie Lobkowicz (1753–1932).

## Ortsteile
- Čížová
- Borečnice
- Bošovice
- Krašovice
- Nová Ves
- Topělec
- Zlivice

## Bevölkerungsentwicklung
| Jahr      | 1869 | 1880 | 1890 | 1900 | 1910 | 1921 | 1930 | 1950 | 1961 | 1970 | 1980 | 1991 | 2001 | 2011 | 2021 |
| --------- | ---- | ---- | ---- | ---- | ---- | ---- | ---- | ---- | ---- | ---- | ---- | ---- | ---- | ---- | ---- |
| Einwohner | 1485 | 1620 | 1622 | 1526 | 1487 | 1481 | 1395 | 1110 | 1089 | 944  | 935  | 854  | 820  | 1105 | 1330 |

## Sehenswürdigkeiten
- Jakobskirche[3]
- Barbarakapelle[3]

## Galerie

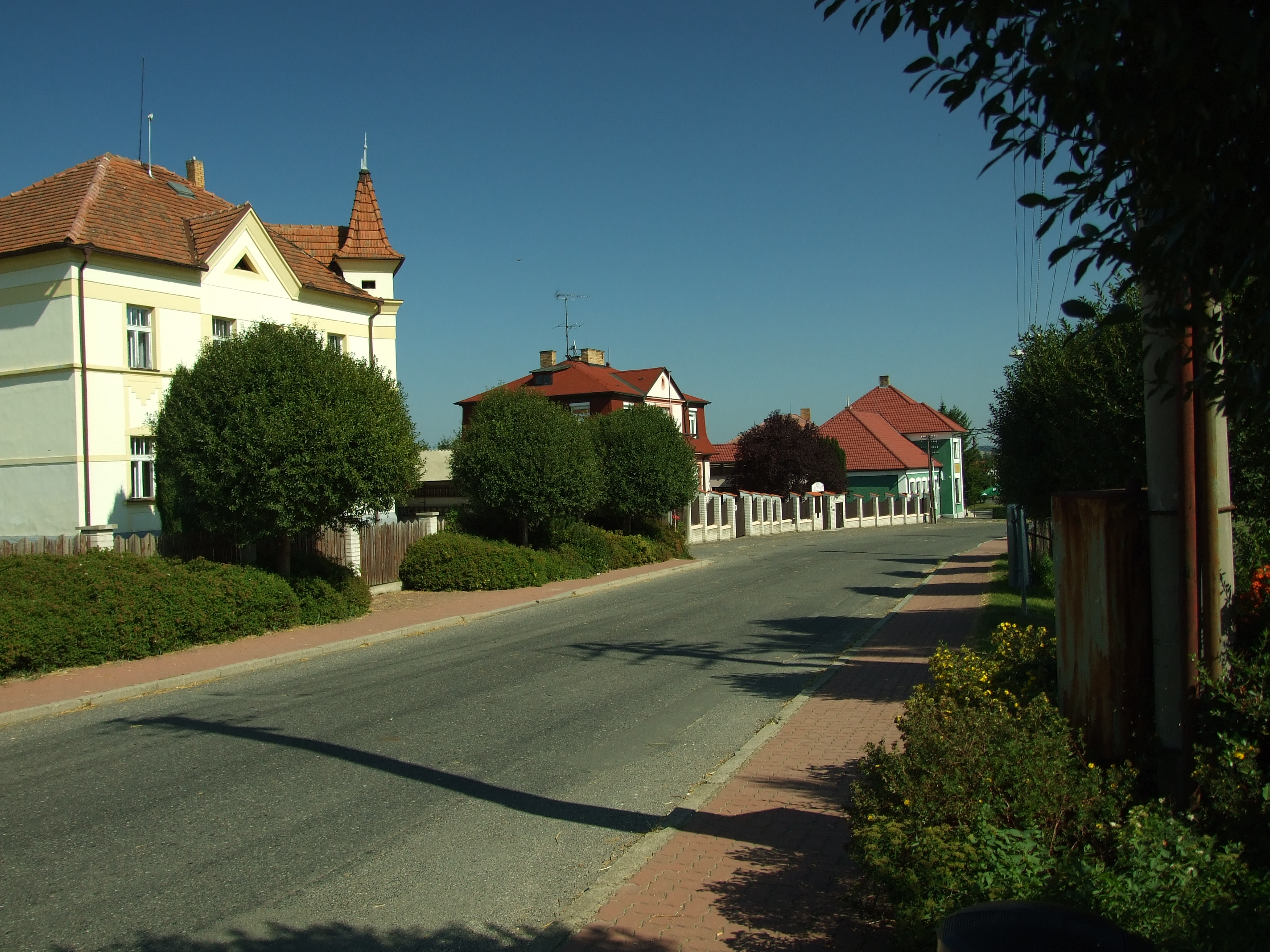
Straße in Čížová
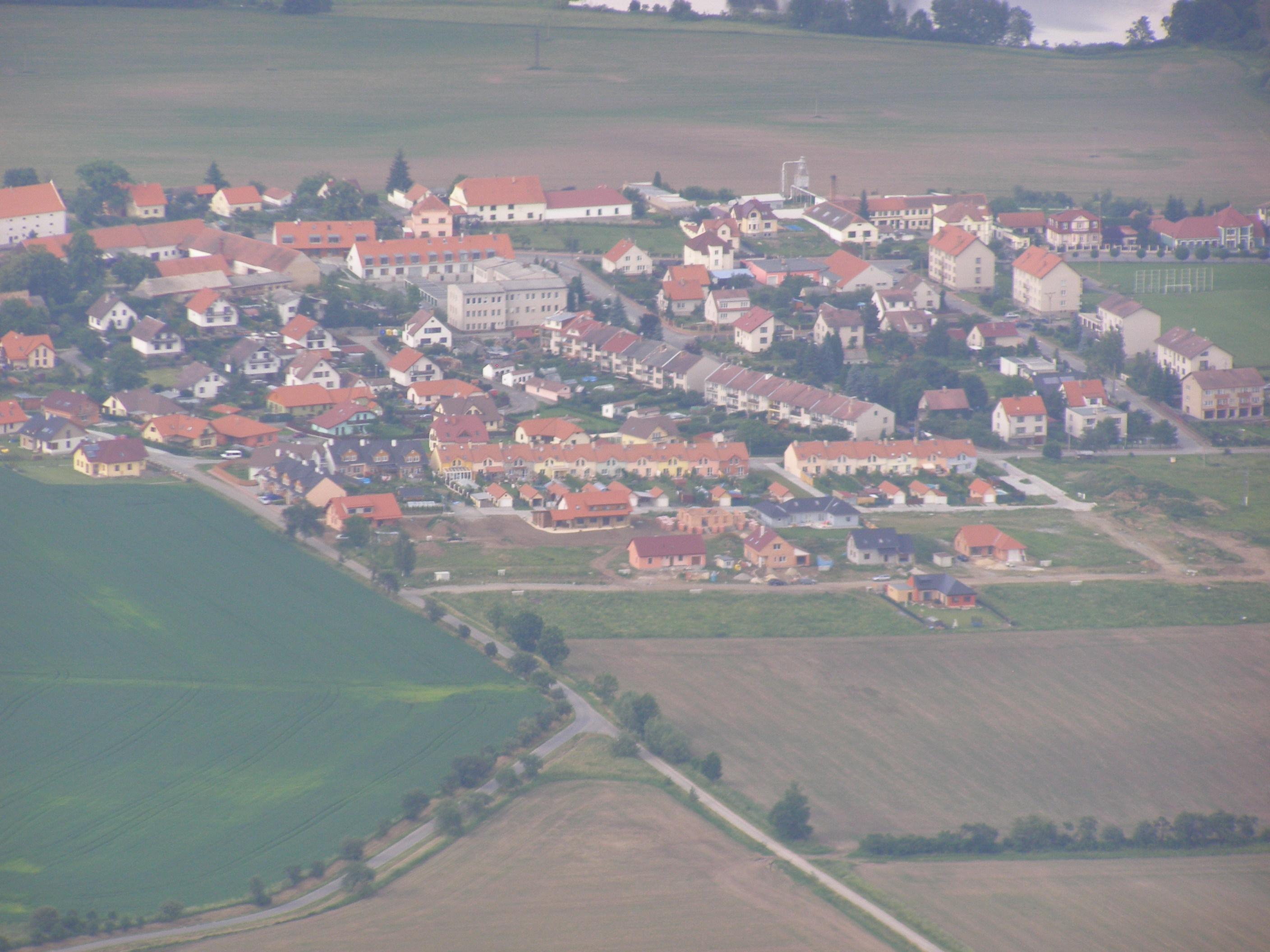
Satellitenbild von Čížová
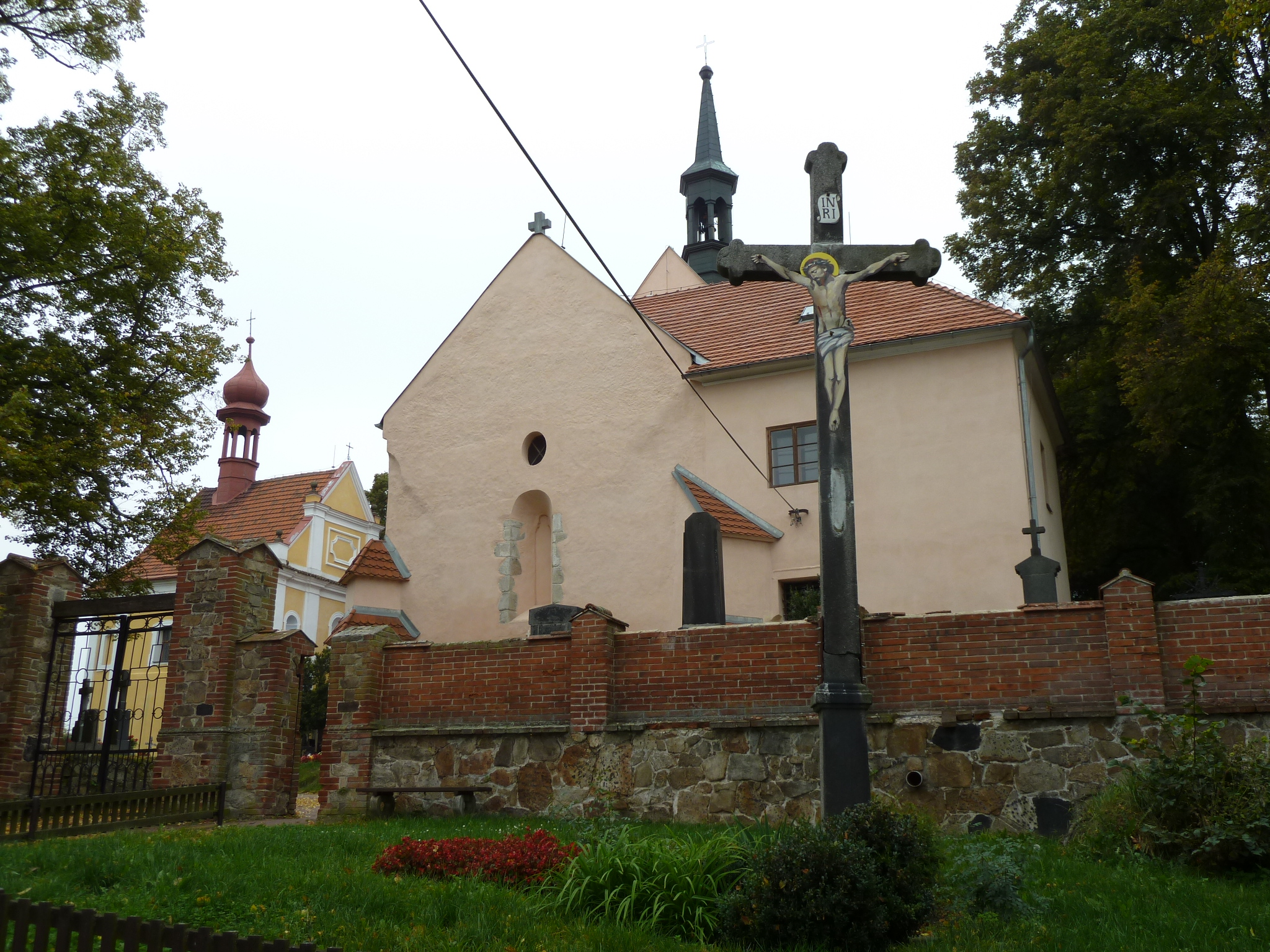
Jakobskirche
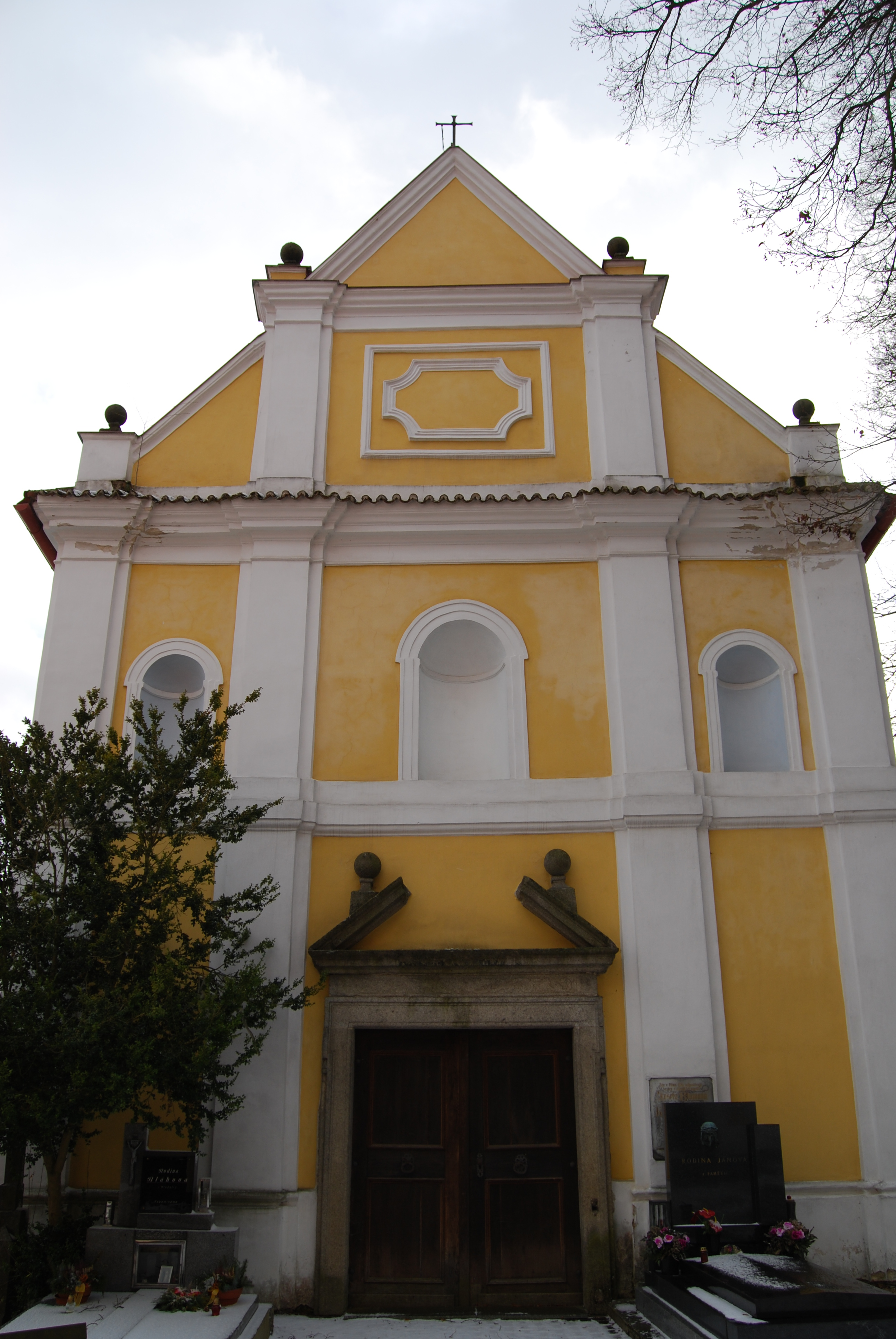
Barbarakapelle